# Servilletero

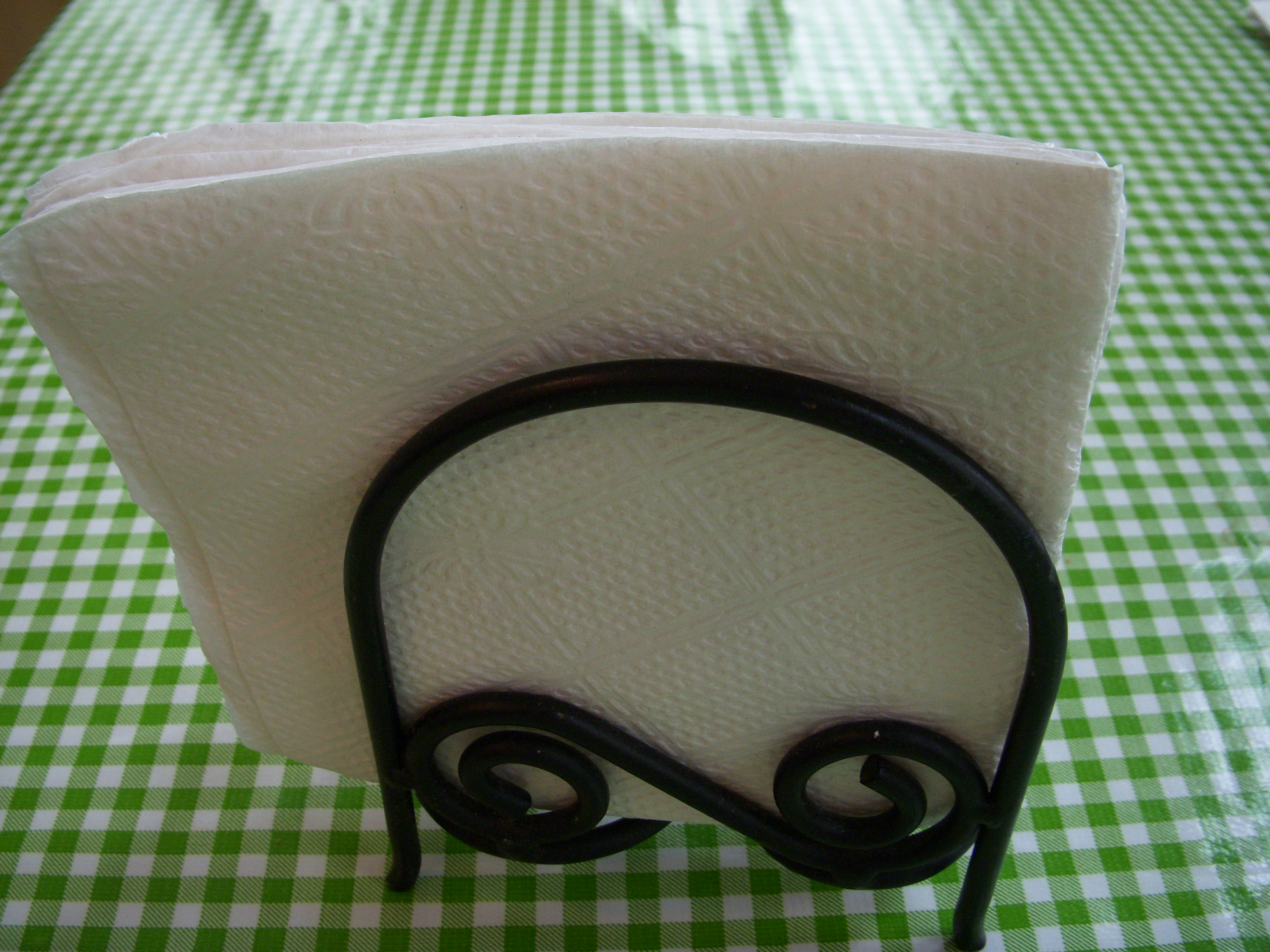
Servilletero vertical.

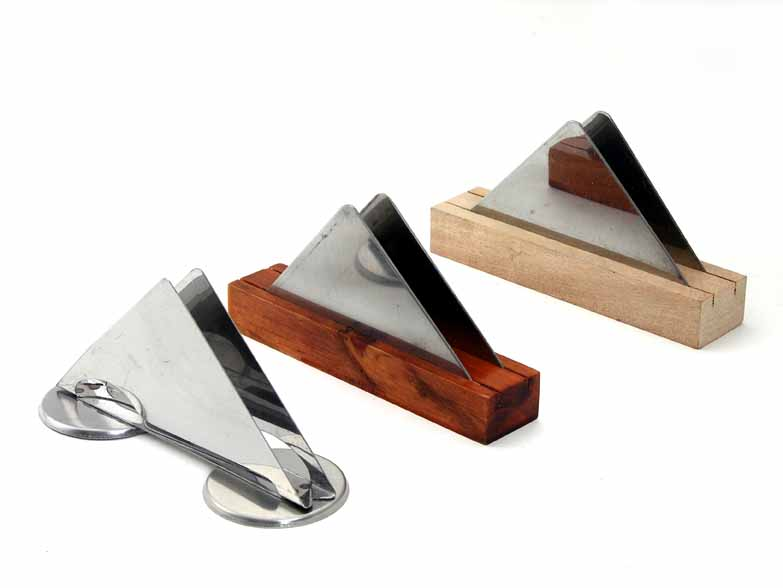
Servilleteros base de madera y de acero triangulares.

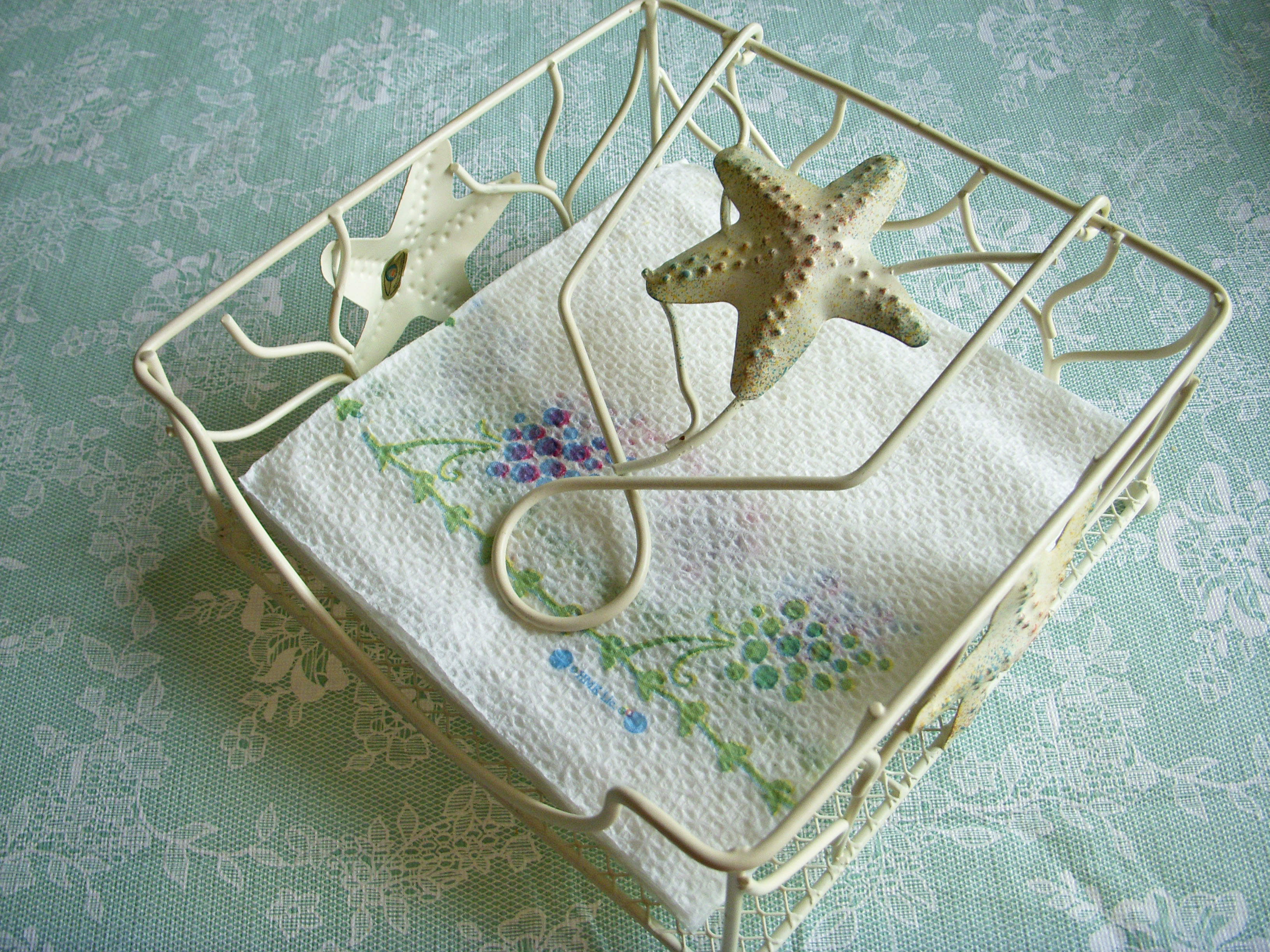
Servilletero horizontal.

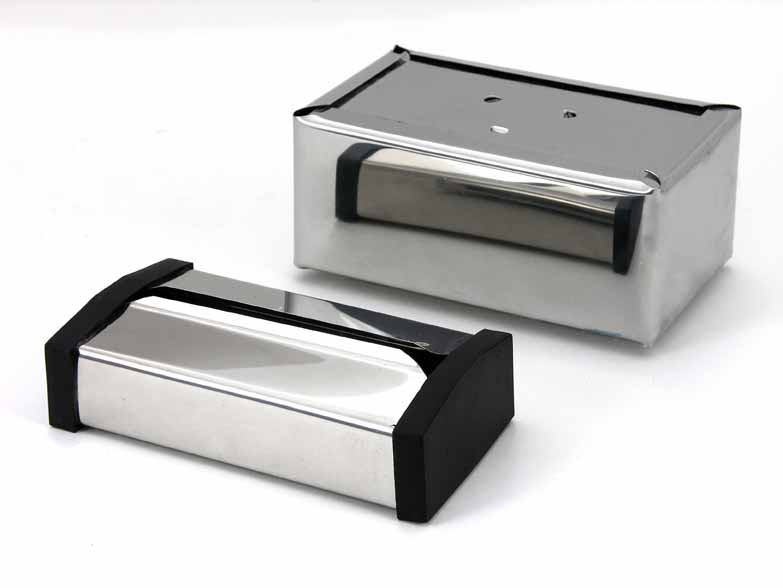
Servilletero automático.

El servilletero es un utensilio utilizado para contener o guardar servilletas de papel. El término servilletero también se usa para designar al aro con el que se identifican las servilletas de tela para el servicio de mesa doméstico.

## Utilización
Los servilleteros para servilletas de papel se colocan sobre la mesa para que los comensales se vayan sirviendo. Algunos cuentan con un muelle trasero que provoca que la servilleta esté siempre disponible al frente. Otros tienen una salida superior por la que se extraen las servilletas. La disposición alterna de las servilletas en el mazo hace que al extraer una, el extremo de la siguiente asome por la ranura. 
Los servilleteros verticales consisten en un soporte metálico o de otro material en el que las servilletas son introducidas a presión. De esta manera, quedan siempre erguidas y ocupan un espacio reducido. También existen servilleteros horizontales que consisten en una cesta abierta por arriba que cuenta con un peso basculante para mantenerlas en su sitio. En este caso, las servilletas se apoyan una encima de la otra. Pueden ser de metal, plástico o madera, entre otros materiales. 
Los servilleteros automáticos son un tipo de servilleteros que por medio de un resorte o mediante el pliegue de la servilleta siempre permanecen listos para sacar otra.
Los servilleteros triangulares son los típicos utilizados en los bares ya que al ser de acero inoxidable permiten su fácil limpieza y al ser de dimensiones reducidas ocupan poco espacio en la mesa.

## Aro servilletero
Los servilleteros para servilletas de tela suelen consistir en un aro por el que se introduce esta doblada para guardarla. Suelen colocarse sobre los platos o junto a estos en el momento de poner la mesa. Se fabrican en gran variedad de diseños y materiales: madera, metal, plástico, etc. 
En el hogar, utilizar servilleteros de diferentes formas o colores permite identificar la servilleta de cada comensal.